# Merla cama-roja
La merla cama-roja (Turdus plumbeus) és un ocell de la família dels túrdids (Turdidae).

## Hàbitat i distribució
Habita boscos, medi urbà i matolls de les terres baixes i muntanyes de les illes Bahames septentrionals, Cuba incloent petites illes i l'illa de la Juventud, Cayman Brac, a les illes Caiman, la Hispaniola, La Gonâve i altres illes properes, Puerto Rico i Dominica.

## Taxonomia
A la classificació del Handbook of the Birds of the World es considera que en realitat es tracta de tres espècies diferents:
- Turdus plumbeus (sensu stricto) - merla cama-roja de les Bahames.[3]
- Turdus ardosiaceus Vieillot, 1822 - merla cama-roja de les Antilles[4]
- Turdus rubripes Temminck, 1826 - merla cama-roja de Cuba.[5]